# Bubenheim (Rheinhessen)
Bubenheim ist eine Ortsgemeinde im Landkreis Mainz-Bingen in Rheinland-Pfalz. Sie gehört der Verbandsgemeinde Gau-Algesheim an.

## Geographie
Der Weinort liegt im Landschaftsschutzgebiet Selztal mit den Naturschutzgebieten Thalberg, Flößrich/Gänsklauer und Binger Wiese. Zu Bubenheim gehören auch die Wohnplätze Bubenheimer Mühle, Haus Ludwig, Lindenhof und einige Aussiedlerhöfe.

## Geschichte
Ab dem 5. Jahrhundert wurde der Raum Ingelheim von den Franken besiedelt. Bubenheim wird als „Bubinheim“ (= Heim des Buobo) erstmals 766 in einer Lorscher Urkunde erwähnt. Die Region mit dem Hauptort Ingelheim war später bekannt als Ingelheimer Reich, ab dem 14. Jahrhundert dann als Ingelheimer Grund. Bubenheim hatte in dieser Zeit den Status eines Reichsdorfs und verfügte über 2 Dorftore und eine Befestigung. 1375 fiel Bubenheim mit dem gesamten Ingelheimer Grund als Pfandschaft an die Kurpfalz und wurde Teil des Oberamts Oppenheim. 1792/93 und ab 1797 wurde Bubenheim französisch besetzt. Der Ort wurde dann 1798 dem Kanton Oberingelheim (Departement Donnersberg) zugeteilt. Nach dem Zusammenbruch der napoleonischen Herrschaft und den Neuordnungen im Wiener Kongress wurde Bubenheim 1816 Teil des Großherzogtums Hessen-Darmstadt. 1835 wurde Bubenheim dem Kreis Bingen zugeordnet. Seit 1946 gehört Bubenheim zum neu gegründeten Bundesland Rheinland-Pfalz und seit 1969 zum Landkreis Mainz-Bingen.

## Politik

### Gemeinderat
Der Gemeinderat in Bubenheim besteht aus zwölf Ratsmitgliedern, die bei der Kommunalwahl am 9. Juni 2024 in einer Mehrheitswahl gewählt wurden, und dem ehrenamtlichen Ortsbürgermeister als Vorsitzendem.

### Bürgermeister
Thomas Hammann wurde am 8. Juli 2024 Ortsbürgermeister von Bubenheim. Da für die Direktwahl am 9. Juni 2024 kein Wahlvorschlag eingereicht wurde, oblag die Neuwahl des Bürgermeisters gemäß rheinland-pfälzischer Gemeindeordnung dem Gemeinderat, der sich auf seiner konstituierenden Sitzung für Thomas Hammann entschied.
Hammanns Vorgänger Siegbert Felzer hatte das Amt 10 Jahre inne und dessen Vorgänger Ernst Wilhelm Saala hatte das Bürgermeisteramt 30 Jahre ausgeübt.

## Kultur und Sehenswürdigkeiten

### Bauwerke
Bubenheim hat eine evangelische und eine katholische Kirche. Beide befinden sich in der Nähe des Dorfplatzes.

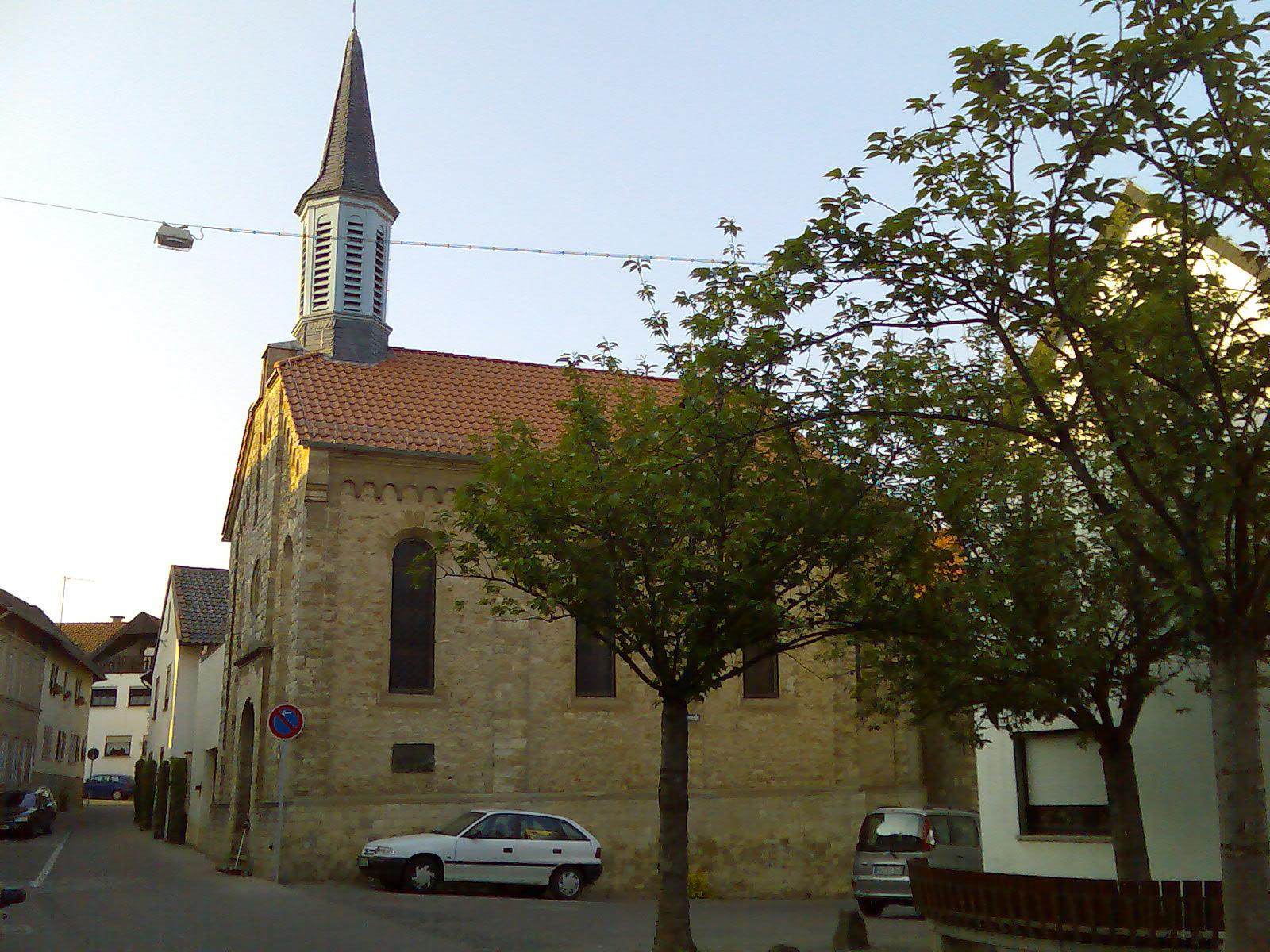
Kath. Kirche

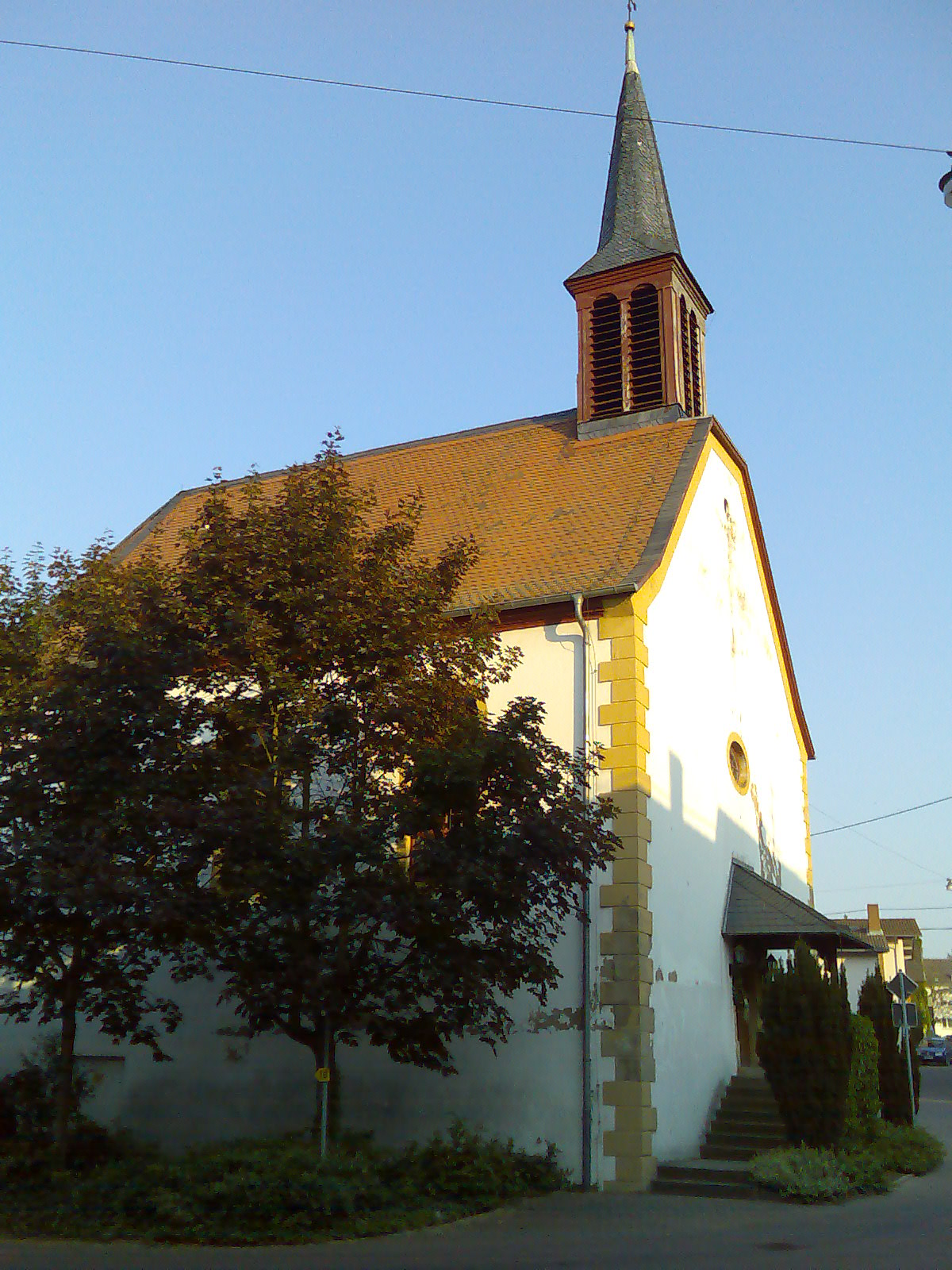
Ev. Kirche

Siehe auch: Liste der Kulturdenkmäler in Bubenheim

### Freizeit und Sport
Vereine in der Gemeinde sind der Turnverein TV 1898 Bubenheim, der Tischtennisverein TTC Bubenheim, der Gesangverein 1879 Bubenheim, der heute noch mit dem modernen Chor Weedies Soundtrain und einem Kinderchor vertreten ist. Der gemischte Traditionschor hat seine Sangestätigkeit Ende 2015 eingestellt.

### Regelmäßige Veranstaltungen
Die Bubenheimer Kerb findet immer am letzten Wochenende im Juni statt.

## Wirtschaft und Infrastruktur
Bubenheim ist vor allem bekannt durch seinen Weinanbau in den Lagen Kallenberg und Honigberg. Neben dem Wein zählen Spargel und der Obstanbau zu den Haupterwerbsquellen. Die räumliche Nähe zu Ingelheim (Boehringer), Mainz (ZDF, Schott) und zum Rhein-Main-Gebiet macht Bubenheim zu einem beliebten Schlaf- und Wochenendort für viele Pendler.

### Verkehr
Der Ort wird durchquert von der Kreisstraße 16. Die Bundesautobahnen 60 und 63 sind mit dem Auto in 10 bis 20 Minuten zu erreichen.

### Bildungseinrichtungen
- Gemeindekindergarten

## Persönlichkeiten

### Ehrenbürger
- Walter Zoth (1935/36–2016),[11] Unternehmer und Mäzen,[12] wurde für seine Förderung Bubenheims zum Ehrenbürger ernannt. Die in den Weinbergen am Rande des Naturschutzgebietes Thalberg liegende Walter Zoth-Hütte ist nach ihm benannt.[13]
- Ernst Wilhelm Saala (* 1950),[14] Ortsbürgermeister von 1984 bis 2014,[10] wurde im Oktober 2014 für seine Verdienste um die weitere Entwicklung des Ortes geehrt.[15]

### Söhne und Töchter der Gemeinde
- Fritz Bockius (1882–1945), deutscher Jurist und Politiker (Zentrum), Reichstagsabgeordneter